# Polpotismo
Polpotismo é uma suposta doutrina concebida por Pol Pot com base no chauvinismo. Pol Pot se considerava comunista e descreveu o Partido Comunista do Kampuchea como adepto de um "ponto de vista marxista-leninista" adaptado às condições cambojanas.
De acordo com Khieu Samphan, uma figura-chave do Khmer Vermelho, o conceito-chave era "zero para ele, zero para você, isso é comunismo", em uma sociedade em que todas as coisas são propriedade do Estado e nenhum indivíduo possui nada, todos eles seriam os mesmos.
Pol Pot foi usado como propaganda contra o marxismo-leninismo com sua suposta crença em uma sociedade agrária "socialista" completamente autossuficiente, totalmente livre de todas as influências estrangeiras. As obras de Mao Tsé-Tung, especialmente a Nova Democracia, e Joseph Stalin, seriam uma influência vital para Pol Pot.
Ao reinterpretar o papel revolucionário das classes e questionar uma suposta abordagem "marxista" do proletariado, o "polpotismo" abraça a ideia de uma aliança revolucionária entre o campesinato e os intelectuais, uma ideia que Short vincula à leitura de Pol Pot do socialista Peter Kropotkin enquanto ele estava em Paris. Para Pol Pot, os camponeses poderiam desenvolver uma consciência proletária como um efeito da educação de massa pelo Partido Comunista do Kampuchea.
Um elemento diferenciador do polpotismo com outras correntes é a "ênfase monástica na disciplina" com "a destruição sistemática do indivíduo" como uma "marca registrada", como Short explica. Pol Pot e o Khmer Vermelho acreditavam que, para esmagar a atitude individualista, que consideravam endêmica na sociedade cambojana, a coerção era necessária para garantir a criação de um estado coletivizado. Short observa que a visão doutrinária era de que "é sempre melhor ir longe demais do que não o suficiente" para desencadear os abusos cometidos durante o regime do Khmer Vermelho. Dentro do Partido, a fome, a falta de sono e as longas horas de trabalho eram usadas nos campos de treinamento para aumentar a pressão física e mental e tornar possível a doutrinação. Short comentaria que "nenhum outro partido comunista" na história jamais foi "tão longe em suas tentativas de remodelar diretamente as mentes de seus membros".